# Budapest V. kerületének műemléki listája
Ez a lista Budapest V. kerületének műemlékeit tartalmazza.
| Kép | Törzsszám | Cím                                                                                       | Név                                                                           | Helyrajzi szám      |
| --- | --------- | ----------------------------------------------------------------------------------------- | ----------------------------------------------------------------------------- | ------------------- |
|     | 15333     | Deák Ferenc tér 4–5.                                                                      | Deák Téri Evangélikus Gimnázium                                               | 24361               |
|     | 15423     | Nagy Ignác utca 2. – Alkotmány utca 12.                                                   | Unitárius templom és székház                                                  | 24911               |
|     | 15307     | Alkotmány utca 8. – Szemere utca 6.                                                       | Külkereskedelmi Minisztérium, saroképület (volt Kereskedelmi Kamara székháza) | 24907               |
|     | 15331     | Deák Ferenc tér                                                                           | Földalatti Vasúti Múzeum                                                      | 24359               |
|     | 15333     | Deák Ferenc tér 4. – Bárczy István utca 10.                                               | Paplak és iskola                                                              | 24361               |
|     | 15334     | Deák Ferenc tér 5.                                                                        | Deák téri evangélikus templom                                                 | 24360               |
|     | 15341     | Papnövelde utca 9.                                                                        | Kisboldogasszony-templom (Egyetemi templom)                                   | 24037/1             |
|     | 15346     | Papnövelde utca 5–7.                                                                      | Hittudományi Akadémia                                                         | 24036               |
|     | 15366     | Ferenciek tere 9. – Kossuth Lajos utca 1.                                                 | Alcantarai Szent Péter-templom (Ferenciek temploma)                           | 24187               |
|     | 15367     | Ferenciek tere 6. – Reáltanoda utca 2.                                                    | Egyetemi Könyvtár                                                             | 24186               |
|     | 15368     | Károlyi utca 12. – Reáltanoda utca 1–3.                                                   | Középület                                                                     | 24178               |
|     | 15369     | Károlyi utca 16. – Ferenczy István utca 1., Henszlmann Imre utca 2.                       | Károlyi-palota                                                                | 24166/1, 24166/2    |
|     | 15375     | Kossuth Lajos tér 1–3. – Széchenyi István rakpart 11.                                     | Országház                                                                     | 24894               |
|     | 15376     | Kossuth Lajos tér 11. – Alkotmány utca 1. – Báthory utca 2. – Kozma Ferenc utca 2.        | az Agrárminisztérium épülete                                                  | 24891               |
|     | 15377     | Kossuth Lajos tér 12. – Alkotmány utca 2. – Vajkay Károly utca 2. – Szalay utca 1.        | Igazságügyi palota                                                            | 24898               |
|     | 15391     | Markó utca 19–25. – Nagy Ignác utca 6–8. – Szalay utca 16. – Szemere utca 11–13.          | Pesti Központi Kerületi Bíróság                                               | 24940               |
|     | 15394     | Szervita tér 7. – Városház utca 20.                                                       | Belvárosi Szent Anna-plébániatemplom (Szervita templom)                       | 24355               |
|     | 15396     | Március 15. tér                                                                           | Belvárosi plébániatemplom                                                     | 24311               |
|     | 15398     | Március 15. tér                                                                           | Szent Mihály-kápolna romjai                                                   | 23859               |
|     | 15433     | Petőfi tér 2/b – Galamb utca 4/b                                                          | Istenszülő elhunyta Nagyboldogasszony-székesegyház                            | 24322/4             |
|     | 15440     | Széchenyi István tér 9. – Akadémia utca 2. – Széchenyi István rakpart 1.                  | Magyar Tudományos Akadémia                                                    | 24569               |
|     | 15443     | Hold utca 27. – Kálmán Imre utca 12.                                                      | Hivatali épület                                                               | 24860               |
|     | 15447     | Semmelweiss Ignác utca 12. – Vitkovics Mihály utca 14.                                    | Kétemeletes iskola (volt Nemzeti Zenede)                                      | 24275               |
|     | 15457     | Szent István tér                                                                          | Szent István-bazilika                                                         | 24554               |
|     | 15458     | Szent István tér 13–14.                                                                   | Iskola                                                                        | 24631               |
|     | 15459     | Szerb utca 4. – Veres Pálné utca 23.                                                      | Szerb templom                                                                 | 23968, 23969, 23970 |
|     | 15460     | Szerb utca 21–23. – Királyi Pál utca 1–3.                                                 | Egykori Klarissza kolostor                                                    | 24040, 24041        |
|     | 15476     | Váci utca 47. – Nyáry Pál utca 2.                                                         | Szent Mihály-templom                                                          | 23881               |
|     | 15477     | Váci utca 47. – Molnár utca 6.                                                            | Háromemeletes iskolaépület (az Angolkisasszonyok volt zárdája)                | 23881               |
|     | 15483     | Váci utca 62–64.                                                                          | Pesti Új Városháza                                                            | 23961               |
|     | 15486     | Városház utca 7. – Vitkovics Mihály utca 1. – Vármegye utca 2. – Semmelweis Ignác utca 6. | Pesti megyeháza                                                               | 24268               |
|     | 15487     | Városház utca 9–11. – Bárczy István utca 1–5. – Gerlóczy utca 2–6. – Károly korút 28–30.  | Központi Városháza                                                            | 24357               |
|     | 15925     | József nádor tér 2–3–4. – Szende Pál utca 6. – Dorottya utca 5–7.                         | Pénzügyminisztérium                                                           | 24481/2             |
|     | 15943     | Molnár utca 11.                                                                           | Országos Idegennyelvű Könyvtár és lakások                                     | 23851               |
|     | 15985     | Szabadság tér 3.                                                                          | középület                                                                     | 24750, 24750        |
|     | 16003     | Markó utca 29–31. – Bihari János utca 7.                                                  | Magyar Királyi Állami Főgimnázium                                             | 24942, 24942        |
|     | 16083     | Markó utca 27.                                                                            | A Fővárosi Törvényszék épülete                                                | 24941, 24941        |
|     | 16094     | Reáltanoda utca 7., Ferenczy István utca 8–10.                                            | Eötvös József Gimnázium                                                       | 24176               |
|     | 16235     | Hold utca 9–13.                                                                           | Hold utcai vásárcsarnok                                                       | 24807               |
|     | 16307     | Veres Pálné utca 36–38.                                                                   | Veres Pálné Gimnázium                                                         | 24049               |
|     | 16367     | Markó utca 22–24. – Bihari János utca 9.                                                  | Országos Mentőszolgálat Főigazgatóság                                         | 24978, 24979        |
|     | 16371     | Szalay utca 7. (Szemere utca 10.)                                                         | Budapesti Ügyvédi Kamara székháza                                             | 24905               |